# Слободянин, Валерий Павлович
Валерий Павлович Слободянин (р. 1953,  СССР) — доцент кафедры общей физики МФТИ, кандидат физико-математических наук (1984), заместитель декана ФОПФ по работе с абитуриентами и довузовской подготовке, известный деятель олимпиадного движения для школьников по физике и математике, соавтор ряда учебных пособий и статей по данному направлению. Лауреат Премии Правительства РФ в области образования (2010),.

## Биография
Окончил МФТИ в 1981 г.
В 1984 г.  защитил диссертацию «Применение методов флоуриметрии при аэрозондировании океанов и внутренних водоемов» на звание кандидата физико-математических наук (01.04.03).
Преподаёт на кафедре общей физики МФТИ, доцент. Заместитель декана факультета общей и прикладной физики (ФОПФ) по работе с абитуриентами и довузовской подготовке.
Валерий Павлович много внимания уделяет олимпиадному движению школьников в физико-математических науках:
- сотрудник Лаборатории МФТИ по работе с одарёнными детьми.
- руководитель национальной сборной России на Международной физической олимпиаде школьников[3]
- Заместитель председателя Центральной предметно-методической комиссии ВсОШ по физике.[4]
- автор и соавтор ряда учебных пособий для участников олимпиад по физике и статей по данному направлению (см. библиографию).

## Награды и премии
- В 2010 году удостоен (совм. с Н. А. Агахановым, Д. А. Александровым, И. И. Богдановым, П. А. Кожевниковым, С. М. Козелом,   О. К. Подлипским, Ю. А. Самарским, Д. А. Терёшиным) премии Правительства Российской Федерации в области образования за научно-практическую разработку «Система развития всероссийских предметных олимпиад школьников, отбора и подготовки национальных сборных команд России на международные олимпиады по физике и математике»[2].

### Книги и брошюры
- Всероссийские олимпиады по физике. 1992-2001. / Варгин А. Н., Дерябкин В. Н., Дунин С. М. под ред. С. М. Козела М., В. П. Слободянина. М.: Вербум-М, 2002. 392 с. Вып. 15000 шт. ISBN 5-8391-0087-0.
- Физика. Всероссийские олимпиады. / Козел С.М., Александров Д.А., Слободянин В.П.  под ред. С. М. Козела и В. П. Слободянина. – (Пять колец). – Москва: Просвещение (в 3-х вып.)
  - Вып. 1. – М.: Просвещение, 2008. – 133 с. ISBN 978-5-09-017962-1.
  - Вып. 2. – М.: Просвещение, 2009. – 112 с. : ил.; 22 см.; ISBN 978-5-09-019011-4
  - Вып. 3. – М.: Просвещение, 2012. – 141, [1] с. : ил.; 22 см.; ISBN 978-5-09-019490-7
- Тепловые явления. Постоянный ток. Оптика. 8 класс  : [сборник задач для подготовки к олимпиадам по физике] / [А. А. Киреев, В. П. Слободянин, Г. М. Корепанов, Г. С. Зикрацкий ; под редакцией М. Ю. Замятнина]. - Сочи : [б. и.], 2018. - 358, [1] с. : ил., табл.; 22 см.; ISBN 978-5-6042475-0-1 : 500 экз.

### Диссертация
- Слободянин, Валерий Павлович. Применение методов флоуриметрии при аэрозондировании океанов и внутренних водоёмов : диссертация ... кандидата физико-математических наук : 01.04.03. - Москва, 1984. - 153 c. : ил.[5]

## Учебные курсы в сети
- Курсы В.П. Слободянина // на Abitu.net